# Chirothrips azoricus
Chirothrips azoricus é um gênero de insetos. Foi descrito pela primeira vez por Zur Strassen em 1981. Chirothrips azoricus pertence ao gênero Chirothrips, e família Thripidae. A espécie é encontrada em Açores, Portugal.

## População
A espécie é rara e conhecida apenas de uma única subpopulação. Um declínio contínuo no número de indivíduos maduros é inferido a partir da degradação contínua do habitat devido a invasões de plantas exóticas (Hedychium gardnerianum, Clethra arborea).

## Habitat e ecologia
A ecologia e as características desta espécie são desconhecidas, mas as larvas de espécies conhecidas do gênero Chirothrips se desenvolvem apenas dentro das florzinhas de Poaceae (Minaei e Mound 2010). Esta espécie ocorre nas florestas nativas hiper-húmidas dos Açores, rodeadas por plantações de árvores exóticas (Cryptomeria japonica) e ameaçadas por espécies vegetais invasoras.